# 北大荒农垦集团有限公司宝泉岭分公司
北大荒农垦集团有限公司宝泉岭分公司，原名黑龙江省农垦宝泉岭管理局，简称北大荒集团宝泉岭分公司，隶属北大荒农垦集团有限公司（原黑龙江省农垦总局），位于中华人民共和国黑龙江省东北部，黑龙江和松花江之间的三角地带，分布在哈尔滨、佳木斯、鹤岗三市，绥滨、萝北、汤原、依兰四县，总面积6115平方公里，耕地面积476万亩，林地118万亩，草原35万亩，水域69万亩。人口20.97万，职工7万人。是黑龙江省农垦系统下辖九个管理局之一，行使县级人民政府行政执法权，下辖14个国有农场。

## 历史
始建于1948年2月1日。1955年8月30日，杨华为首的第一支“北京青年志愿垦荒队”到宝泉岭垦区萝北县垦荒。现在，萝北县境内的共青农场占地573平方公里，2016年地区生产总值13.52亿元，粮食总产量27.3万吨，是全国首批“良好农业规范认证”示范场，也是团中央命名的“全国青少年教育基地”“全国青年创业基地”和“全国团干部教育培训基地”。
1958年5月，解放军预七师和信阳步兵学校的转业官兵来到萝北建立国营农场。1958年9月，垦荒队与转业官兵合并成立了萝北国营农场。1963年初，各分场合并成立国营青年农场。1964年春天，北京市人民政府投资5万余元无偿支援青年农场电业所通往北京庄的线路设备，10月1日国庆节北京庄亮起了电灯。
1968年8月25日改编为中国人民解放军沈阳军区黑龙江生产建设兵团第二师，下属10个团。1976年2月撤消黑龙江生产建设兵团，更名为黑龙江省宝泉岭国营农场管理局。1968年至1979年间，22596名北京、上海、天津、浙江、哈尔滨及鹤岗知识青年来此支边。
1997年更名为黑龙江农垦总局宝泉岭分局。 2011年1月1日随着《黑龙江垦区条例》的正式实施，更名为黑龙江农垦宝泉岭管理局。2018年12月16日，黑龙江省农垦总局整建制转移至新组建的黑龙江北大荒农垦集团总公司。